# Biskupi Georgetown
Biskupi Georgetown – lista biskupów pełniących swoją posługę w diecezji Georgetown w Gujanie.

## Wikariusze apostolscy Gujany Brytyjskiej (1837-1956)
| Lp. | Lata rządów | Imię i nazwisko                  | Informacje dodatkowe         |
| --- | ----------- | -------------------------------- | ---------------------------- |
| 1.  | 1837–1843   | bp William Clancy                | biskup tytularny Oreus       |
| *   | 1843–1858   | bp John Thomas Hynes, O.P.       | administrator apostolski     |
| 2.  | 1858–1877   | bp James Etheridge, S.J.         | biskup tytularny Torone      |
| 3.  | 1878–1901   | bp Anthony Butler, S.J.          | biskup tytularny Milopotamus |
| 4.  | 1902–1931   | bp Compton Theodore Galton, S.J. | biskup tytularny Petinessus  |
| 5.  | 1932–1954   | bp George Weld, S.J.             | biskup tytularny Mallus      |

## Biskupi Georgetown (od 1956)
| Lp. | Lata rządów | Imię i nazwisko                | Informacje dodatkowe |
| --- | ----------- | ------------------------------ | -------------------- |
| 1.  | 1956–1972   | bp Richard Lester Guilly, S.J. |                      |
| 2.  | 1972–2003   | bp Benedict Singh              |                      |
| 3.  | od 2003     | bp Francis Alleyne             |                      |